# Mattia Finotto
Mattia Finotto (Pieve di Soligo, 28 dicembre 1992) è un calciatore italiano, attaccante della Carrarese.

## Carriera
Cresce nel settore giovanile dell'Ardita QDP, con la cui prima squadra debutta nel 2010 in Eccellenza Veneto. Nel 2011 passa alla Sambonifacese, nelle cui file milita per una stagione in Lega Pro Seconda Divisione. Dal 2012 al 2014 veste la maglia del Monza, sempre in Lega Pro Seconda Divisione. Il 4 agosto 2013 segna la rete della vittoria monzese nel primo turno di Coppa Italia contro la Pro Vercelli.
Passato in Lega Pro alla SPAL, esordisce il 31 agosto 2014 contro il Pontedera. Dopo avere segnato 22 gol complessivi in due stagioni, l'11 novembre 2016 mette a referto la prima rete e la prima doppietta in Serie B, aiutando la squadra spallina a guadagnare la vittoria per 3-2 sul Brescia. Nella stagione 2016-2017 della serie cadetta, conclusasi con la promozione della formazione ferrarese in massima serie, ottiene 29 presenze e 3 reti.
Il 7 agosto 2017 passa in prestito alla Ternana, sempre in Serie B. Il 26 agosto esordisce con gli umbri e segna alla prima giornata di campionato contro l'Empoli.
Nella stagione 2018-2019 è al Cittadella, dove segna 8 reti in 32 apparizioni tra Serie B e Coppa Italia.
Il 5 luglio 2019 viene ceduto a titolo definitivo al Monza, dove torna dopo cinque anni e con cui firma un contratto biennale. È tra i protagonisti della promozione in Serie B, ottenuta al termine della stagione 2019-2020. Il 1º febbraio 2021, avendo trovato poco spazio in maglia monzese in serie cadetta (anche a causa di un problema al crociato), viene ceduto in prestito al Pordenone, rimanendo in Serie B.
Rientrato al Monza, colleziona solo 2 presenze nella prima parte del campionato di Serie B 2021-2022 e il 12 gennaio 2022 torna alla SPAL a titolo definitivo, avendo firmato con i ferraresi un contratto di un anno e mezzo. Il 6 febbraio successivo segna la prima rete con gli estensi, firmando il pareggio in casa del Pordenone.
Il 16 gennaio 2023 sigla un contratto annuale con il Cosenza, in serie BDisputa la seconda parte della stagione, pur senza andando in gol, ed ottiene la salvezza ai playout contro il Brescia-
Il 1ºsettembre 2023 passa a titolo definitivo alla Triestina.Il 29 settembre segna la sua prima rete con gli alabardati nel successo per 4-1 sul Mantova. In quella partita è anche autore di due assist per due delle tre reti di Facundo Lescano. 
Il 2 febbraio 2024 viene acquistato dalla Carrarese. Otto giorni dopo segna la sua prima rete con i toscani nel successo per 3-1 in casa della Virtus Entella. Segna sette reti nella stagione regolare e tre gol nella fase play-off, tra cui il gol vittoria nella finale di ritorno contro il L.R. Vicenza del 9 giugno, che consente ai toscani di essere promossi in serie B dopo oltre 76 anni.  Il 27 agosto nel primo successo in campionato  della Carrarese, firma il definitivo 2-0 contro il Südtirol. 

## Statistiche

### Presenze e reti nei club
Statistiche aggiornate al 13 maggio 2025.
| Stagione         | Squadra          | Campionato       | Campionato | Campionato | Coppe nazionali | Coppe nazionali | Coppe nazionali | Coppe continentali | Coppe continentali | Coppe continentali | Altre coppe | Altre coppe | Altre coppe | Totale | Totale |
| Stagione         | Squadra          | Comp             | Pres       | Reti       | Comp            | Pres            | Reti            | Comp               | Pres               | Reti               | Comp        | Pres        | Reti        | Pres   | Reti   |
| ---------------- | ---------------- | ---------------- | ---------- | ---------- | --------------- | --------------- | --------------- | ------------------ | ------------------ | ------------------ | ----------- | ----------- | ----------- | ------ | ------ |
| 2010-2011        | Ardita QDP       | Ecc.             | 24         | 10         | CI-D            | -               | -               | -                  | -                  | -                  | -           | -           | -           | 24     | 10     |
| 2011-2012        | Sambonifacese    | 2D               | 32         | 3          | CI-LP           | 2               | 0               | -                  | -                  | -                  | -           | -           | -           | 34     | 3      |
| 2012-2013        | Monza            | 2D               | 30+4       | 10+1       | CI-LP           | 2               | 1               | -                  | -                  | -                  | -           | -           | -           | 36     | 12     |
| 2013-2014        | Monza            | 2D               | 32         | 8          | CI+CI-LP        | 2+3             | 1+2             | -                  | -                  | -                  | -           | -           | -           | 37     | 11     |
| 2014-2015        | SPAL             | LP               | 34         | 8          | CI-LP           | 5               | 0               | -                  | -                  | -                  | -           | -           | -           | 39     | 8      |
| 2015-2016        | SPAL             | LP               | 32         | 11         | CI+CI-LP        | 2+4             | 0+1             | -                  | -                  | -                  | SC-LP       | 2           | 2           | 40     | 14     |
| 2016-2017        | SPAL             | B                | 29         | 3          | CI              | 0               | 0               | -                  | -                  | -                  | -           | -           | -           | 29     | 3      |
| 2017-2018        | Ternana          | B                | 28         | 3          | CI              | -               | -               | -                  | -                  | -                  | -           | -           | -           | 28     | 3      |
| 2018-2019        | Cittadella       | B                | 27+2       | 7+0        | CI              | 3               | 1               | -                  | -                  | -                  | -           | -           | -           | 32     | 8      |
| 2019-2020        | Monza            | C                | 24         | 8          | CI+CI-C         | 3+0             | 2+0             | -                  | -                  | -                  | -           | -           | -           | 27     | 10     |
| 2020-gen. 21     | Monza            | B                | 4          | 0          | CI              | 1               | 0               | -                  | -                  | -                  | -           | -           | -           | 5      | 0      |
| feb.-giu. 2021   | Pordenone        | B                | -          | -          | CI              | -               | -               | -                  | -                  | -                  | -           | -           | -           | 0      | 0      |
| 2021- gen.2022   | Monza            | B                | 2          | 0          | CI              | -               | -               | -                  | -                  | -                  | -           | -           | -           | 2      | 0      |
| Totale Monza     | Totale Monza     | Totale Monza     | 92+4       | 26+1       |                 | 11              | 6               |                    | -                  | -                  |             | -           | -           | 107    | 33     |
| gen.-giu. 2022   | SPAL             | B                | 11         | 3          | CI              | -               | -               | -                  | -                  | -                  | -           | -           | -           | 11     | 3      |
| 2022-gen. 2023   | SPAL             | B                | 14         | 1          | CI              | 2               | 0               | -                  | -                  | -                  | -           | -           | -           | 16     | 1      |
| Totale SPAL      | Totale SPAL      | Totale SPAL      | 120        | 26         |                 | 13              | 1               |                    | -                  | -                  |             | 2           | 2           | 135    | 29     |
| gen.-giu. 2023   | Cosenza          | B                | 15+1       | 0          | CI              | -               | -               | -                  | -                  | -                  | -           | -           | -           | 16     | 0      |
| 2023-feb. 2024   | Triestina        | C                | 19         | 2          | CI-C            | 3               | 0               | -                  | -                  | -                  | -           | -           | -           | 22     | 2      |
| feb.-giu. 2024   | Carrarese        | C                | 15+7       | 7+3        | CI-C            | -               | -               | -                  | -                  | -                  | -           | -           | -           | 22     | 10     |
| 2024-2025        | Carrarese        | B                | 37         | 6          | CI              | 0               | 0               | -                  | -                  | -                  | -           | -           | -           | 37     | 6      |
| Totale Carrarese | Totale Carrarese | Totale Carrarese | 52+7       | 13+3       |                 | 0               | 0               |                    | -                  | -                  |             | -           | -           | 59     | 16     |
| Totale carriera  | Totale carriera  | Totale carriera  | 409+14     | 90+4       |                 | 32              | 8               |                    | -                  | -                  |             | 2           | 2           | 457    | 104    |

## Palmarès

### Club

#### Competizioni nazionali
- Lega Pro: 1

SPAL: 2015-2016
- Supercoppa di Lega Pro: 1

SPAL: 2016
- Campionato italiano di Serie B: 1

SPAL: 2016-2017
- Serie C: 1

Monza: 2019-2020 (girone A)